# Spilosoma ukona
Spilosoma ukona là một loài bướm đêm thuộc phân họ Arctiinae, họ Erebidae.